# Celtis koraiensis
Celtis koraiensis là một loài thực vật có hoa trong họ Cannabaceae. Loài này được Nakai mô tả khoa học đầu tiên năm 1909.